# Paul Münstermann
Paul Münstermann (* 18. Juni 1932; † 30. August 2010) war ein deutscher Beamter und vom März 1986 bis zum 27. August 1994 Vizepräsident des Bundesnachrichtendienstes (BND).

## Leben
Paul Münstermann wechselte 1967 von der Deutschen Bundespost zum Bundesnachrichtendienst, wo er den Decknamen Paul Heidecker erhielt. Im BND war er zunächst für „strategische Briefkontrolle“ (Briefe aus Ländern des Sowjetblocks) zuständig.
Durch Protektion seiner Partei wurde das CSU-Mitglied Münstermann nach dem Machtwechsel in Bonn (Schmidt – Kohl) Leiter der damaligen Abteilung 5 (Sicherheit) des BND und 1986 gegen den Widerstand von Präsident Hans-Georg Wieck Vizepräsident.
1989 wurde gegen ihn BND-intern im Zusammenhang mit einer im Jahr 1987 durchgeführten Dienstreise nach Indonesien ermittelt. Während er nach Darstellung der BILD-Zeitung versuchte, die Kosten für eine mitgenommene Prostituierte abzurechnen, geben andere Quellen an, dass Münstermann sich entweder vom „indonesischen Geheimdienst mit Liebesdiensten verwöhnen ließ“ oder Prostituierte vom örtlichen BND-Residenten vermittelt bekam.
Zum 1. September 1994 musste Münstermann als Vizepräsident des BND vorzeitig in den Ruhestand gehen, als sich herausstellte, dass er über den ehemaligen BND-Abteilungsleiter Kurt Weiß (Deckname Winterstein) Geheimmaterial an den der CSU nahestehenden Journalisten Gerhard Baumann weitergegeben hatte. Baumann, vom Auslandsnachrichtendienst der DDR seit 1956 als „IM Schwarz“ geführt, gab in seinem Gerichtsverfahren später an „unter falscher Flagge“ angeworben worden zu sein. Baumann sei davon ausgegangen, er würde das Material an französische Sicherheitskreise verkaufen.
Im Zusammenhang mit der Weitergabe von Geheimdossiers an CSU-Minister wurde im März 1997 bei Münstermann eine Hausdurchsuchung „zum Auffinden von BND-Brieftelegrammen und aktuellen außenpolitischen Informationen“ durchgeführt.